# Ulica Rycerska w Piotrkowie Trybunalskim
Ulica Rycerska – ulica na Starym Mieście w Piotrkowie Trybunalskim.

## Opis
Ulica Rycerska biegnie od ul. Wojska Polskiego do Placu Niepodległości. Długość ulicy wynosi około 245 metrów. Ulica należy do najstarszych ulic w Piotrkowie i jest częścią układu urbanistycznego Starego Miasta, który ukształtował się w XIII/XIV wieku.
Nazwa ulicy pojawiła się na najstarszym planie Piotrkowa z 1786, jednak nazwę tę nosiła tam dzisiejsza ul. Szewska, zaś północy fragment dzisiejszej ul. Rycerskiej nosił nazwę Nowe Miasto, a południowy – ul. Szewska. W 1870 w ramach działań rusyfikacyjnych zmieniono nazwę ulicy na Jekaterińską.
W 1627 rozpoczęto między ul. Rycerską a murami budowę klasztoru i kościoła dominikanek. W późniejszym czasie kompleks klasztorny był kilkukrotnie odbudowywany i przebudowywany, zaś sam kościół zyskał dzisiejszą formę w 1882. Przed II wojną światową większość mieszkańców ulicy stanowili Żydzi. W 2013 przeprowadzono remont ul. Rycerskiej.
Ulica pojawiła się w filmach: Akademia pana Kleksa (1984), Pan Tadeusz (1999), Masz na imię Justine (2005).

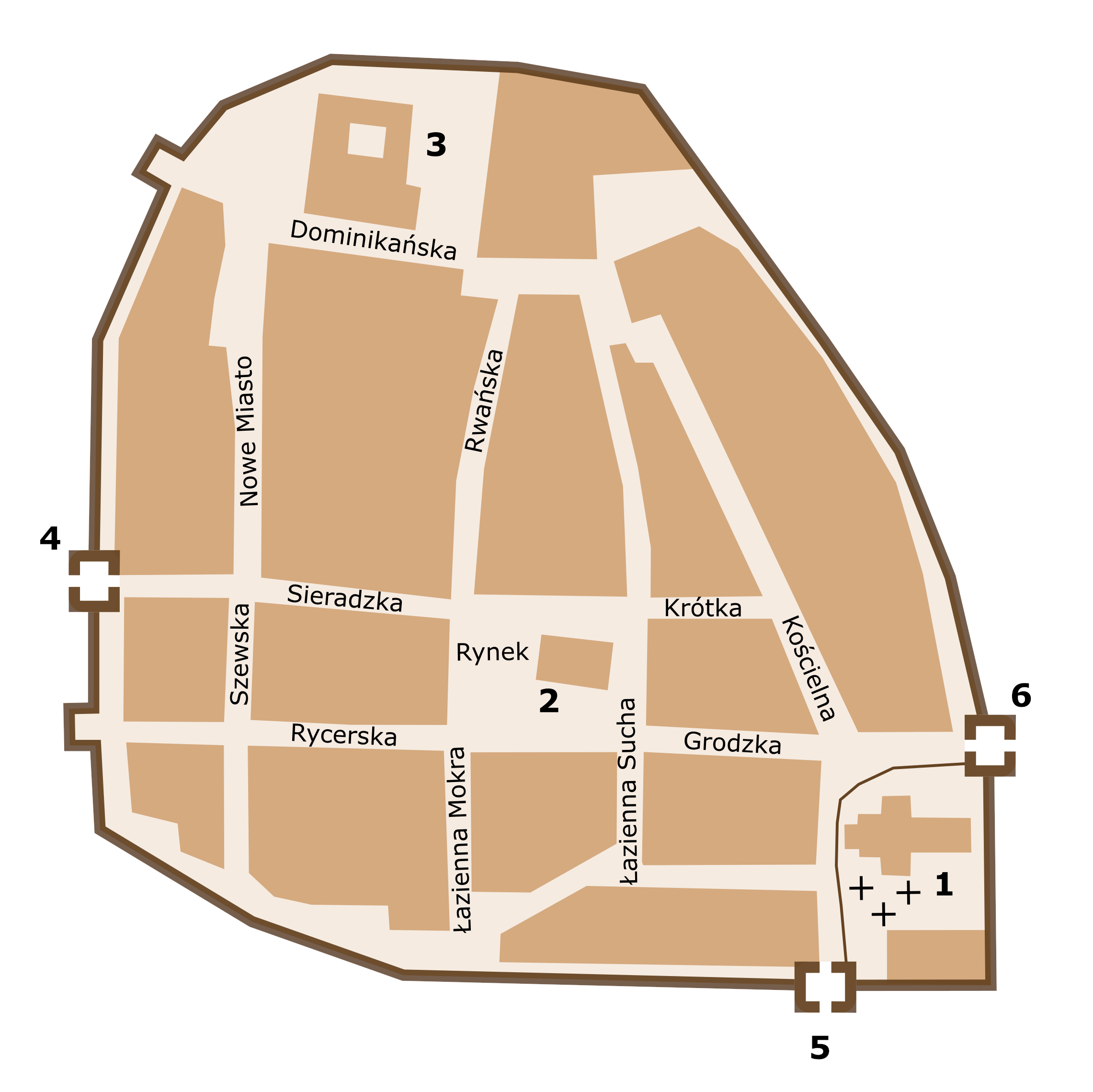
Rekonstrukcja układu ulic w Piotrkowie w XVI w.
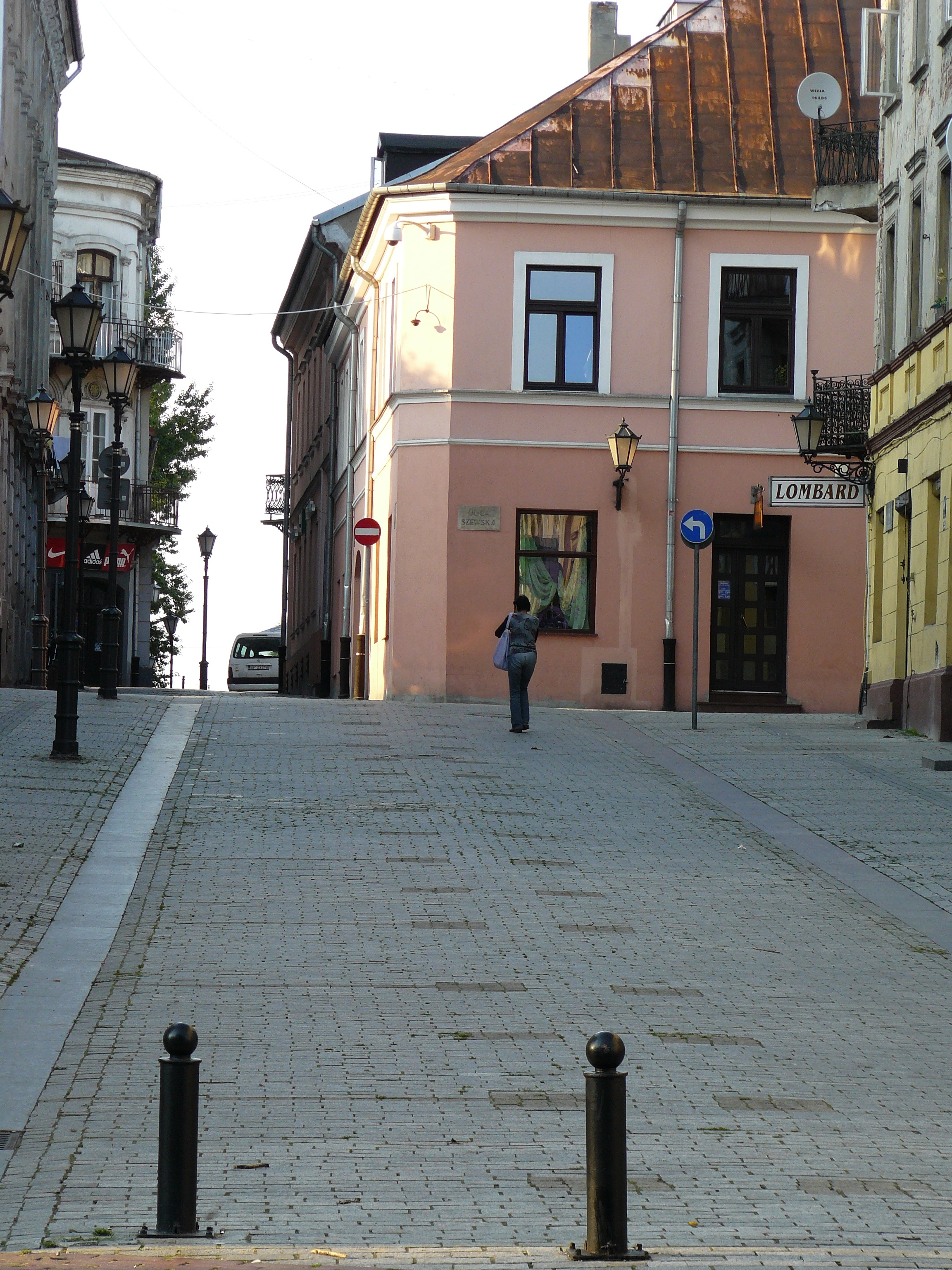
Ul. Rycerska od strony Placu Niepodległości
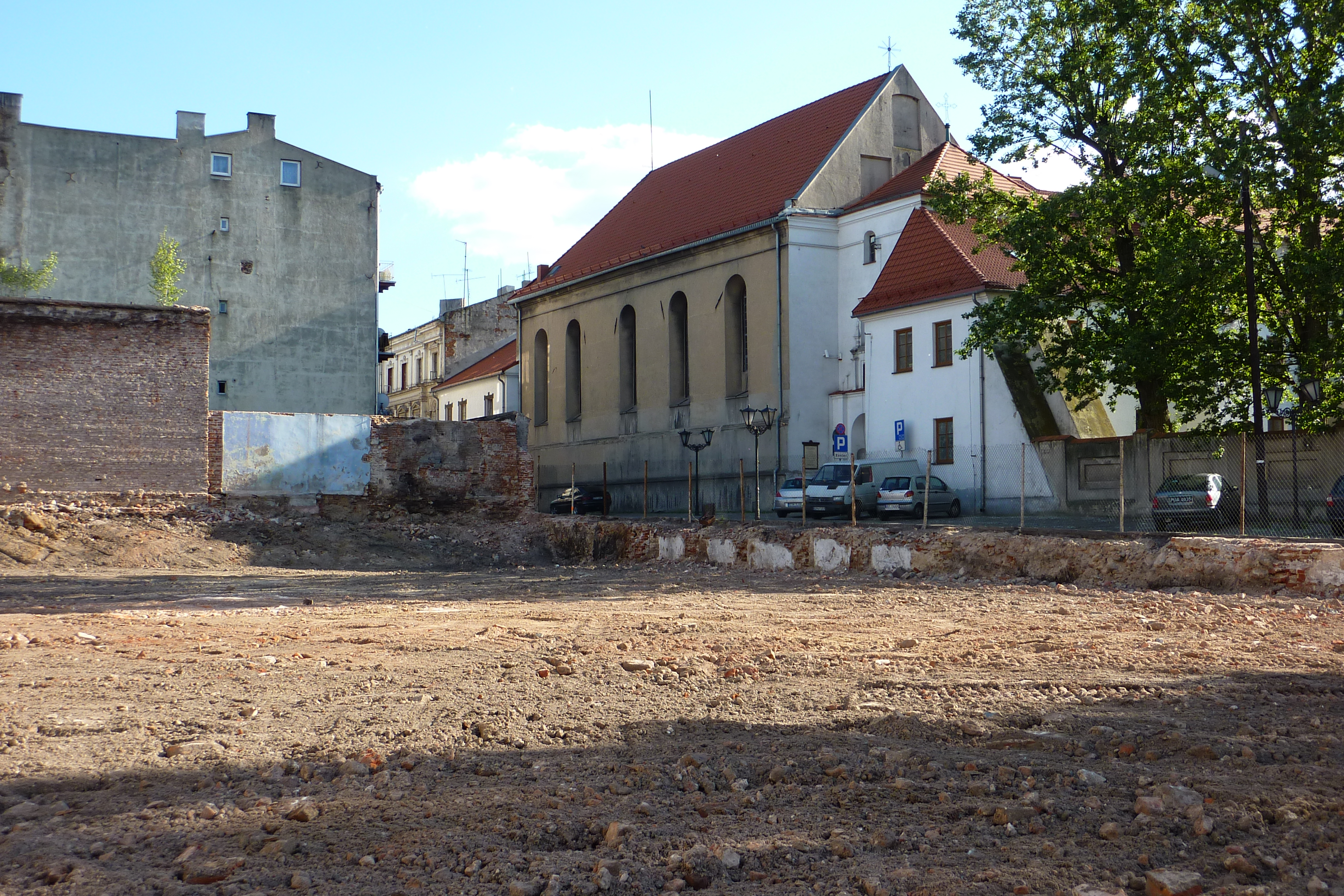
Kościół Matki Bożej Śnieżnej
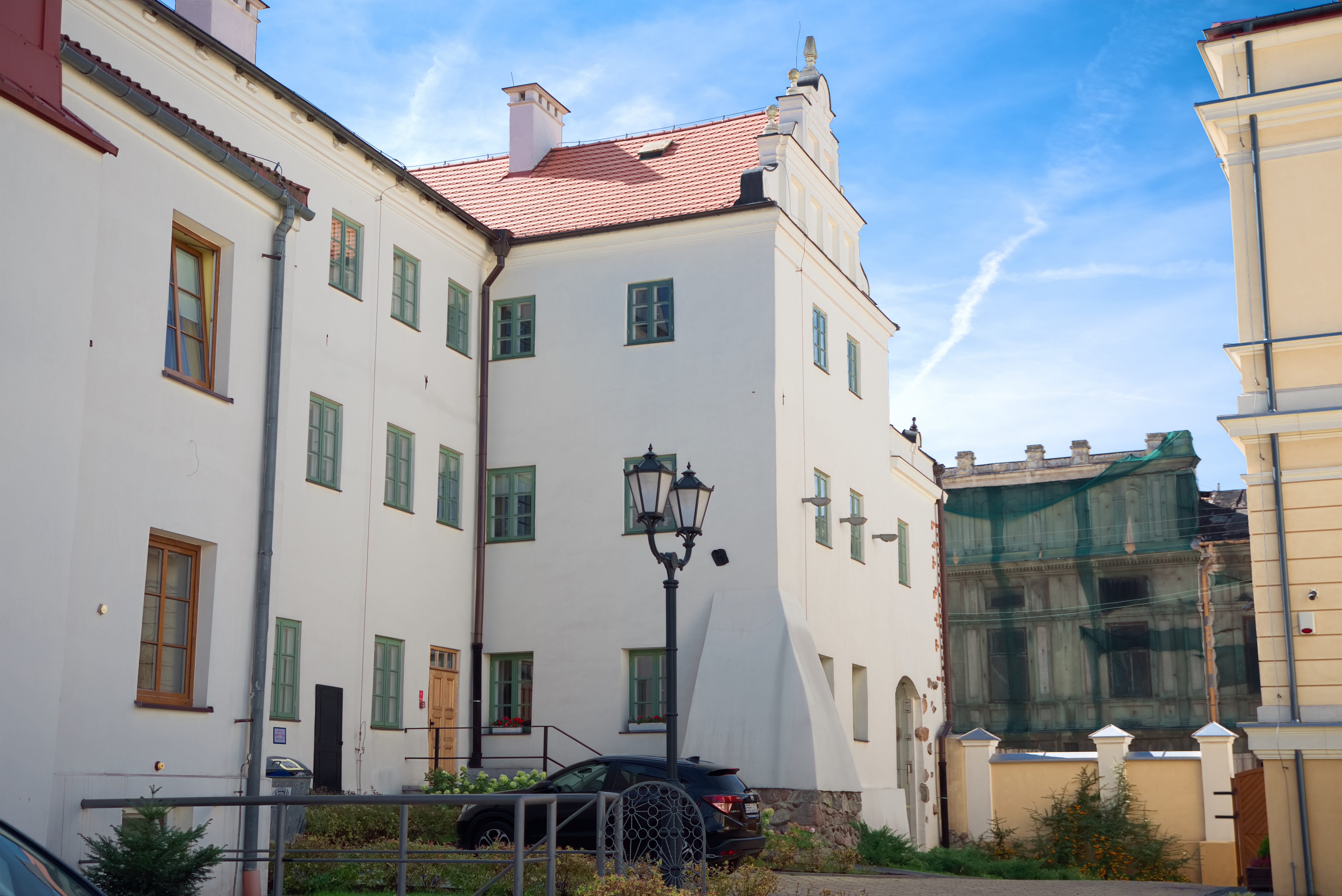
Zabudowania dawnego klasztoru dominikanek

## Zabytki
Ulica wraz z całym układem urbanistycznym Starego Miasta wpisana jest do rejestru zabytków pod numerem 89-IX-35 z 24.07.1948, z 1.02.1962 i z 23.02.2004.
Do rejestru zabytków wpisane są budynki:
- zespół klasztorny dominikanek (Rycerska 3 / Plac Kościuszki)
  - kościół Matki Bożej Śnieżnej
  - klasztor
  - plebania
- nr 10 (Sieradzka 6) – dom, XIX w.
- nr 12 (Szewska 3) – dom, XIX w.

Do gminnej ewidencji zabytków miasta Piotrkowa Trybunalskiego, oprócz obiektów z rejestru zabytków, są też wpisane budynki:
- nr 5 (Sieradzka 5) – kamienica
- nr 6 – dom
- nr 8 (Sieradzka 3) – kamienica, pocz. XIX w.
- nr 11 (Niepodległości 6) – dom
- nr 14 – kamienica, pocz. XIX w.
- nr 16 – dom